# Trasierra
Trasierra és un municipi de la província de Badajoz a la comunitat autònoma d'Extremadura, a la comarca de Campiña Sur. El 2023 tenia 607 habitants.